# Bologna Indoor 1981
Il Bologna Indoor 1981 è stato un torneo di tennis giocato sul sintetico indoor. È stata la 7ª edizione del Bologna Indoor, che fa parte del Volvo Grand Prix 1981. Il torneo si è giocato a Bologna in Italia, dal 23 al 29 novembre 1981.

## Campioni

### Singolare maschile
Sandy Mayer ha battuto in finale  Ilie Năstase con il punteggio di 7–5, 6–3

### Doppio maschile
Sammy Giammalva Jr. /  Henri Leconte hanno battuto in finale  Tomáš Šmíd /  Balázs Taróczy con il punteggio di 7–6, 6–4